# 奥里马斯·兰卡斯
奥里马斯·兰卡斯（1985年9月7日—）生于希奥利艾，是一名立陶宛男子皮划艇运动员，主攻皮艇竞速。他在10岁时的一个暑假里受父亲的影响开始练习皮划艇。1997年开始参加比赛，2004年时他为了专注于学业，暂时放弃了皮划艇运动，之后他进入大学修读法学，直到2009年才重回皮划艇赛场。皮划艇赛场以外，他也在立陶宛国内从事政治活动，曾在2015年至2019年间担任希奥利艾市议会议员。